# Selección de fútbol de Ruanda
La selección de fútbol de Ruanda es el equipo representativo de Ruanda en competiciones internacionales. Está dirigida por la Federación Ruandesa de Fútbol, perteneciente a la Confederación Africana de Fútbol y la FIFA.
Nunca se ha clasificado para la ronda final de la Copa Mundial de Fútbol, y tan solo ha alcanzado en una ocasión la ronda final de la Copa Africana de Naciones.

## Estadísticas

### Copa Mundial de Fútbol
| Copa Mundial de Fútbol | Copa Mundial de Fútbol  | Copa Mundial de Fútbol  | Copa Mundial de Fútbol  | Copa Mundial de Fútbol  | Copa Mundial de Fútbol  | Copa Mundial de Fútbol  | Copa Mundial de Fútbol  |
| Año                    | Ronda                   | J                       | G                       | E                       | P                       | GF                      | GC                      |
| ---------------------- | ----------------------- | ----------------------- | ----------------------- | ----------------------- | ----------------------- | ----------------------- | ----------------------- |
| 1930 - 1974            | No existía la selección | No existía la selección | No existía la selección | No existía la selección | No existía la selección | No existía la selección | No existía la selección |
| 1978 - 1986            | No participó            | No participó            | No participó            | No participó            | No participó            | No participó            | No participó            |
| 1990                   | Se retiró               | Se retiró               | Se retiró               | Se retiró               | Se retiró               | Se retiró               | Se retiró               |
| 1994                   | No participó            | No participó            | No participó            | No participó            | No participó            | No participó            | No participó            |
| 1998                   | No clasificó            | No clasificó            | No clasificó            | No clasificó            | No clasificó            | No clasificó            | No clasificó            |
| 2002                   | No clasificó            | No clasificó            | No clasificó            | No clasificó            | No clasificó            | No clasificó            | No clasificó            |
| 2006                   | No clasificó            | No clasificó            | No clasificó            | No clasificó            | No clasificó            | No clasificó            | No clasificó            |
| 2010                   | No clasificó            | No clasificó            | No clasificó            | No clasificó            | No clasificó            | No clasificó            | No clasificó            |
| 2014                   | No clasificó            | No clasificó            | No clasificó            | No clasificó            | No clasificó            | No clasificó            | No clasificó            |
| 2018                   | No clasificó            | No clasificó            | No clasificó            | No clasificó            | No clasificó            | No clasificó            | No clasificó            |
| 2022                   | No clasificó            | No clasificó            | No clasificó            | No clasificó            | No clasificó            | No clasificó            | No clasificó            |
| 2026                   | Por disputarse          | Por disputarse          | Por disputarse          | Por disputarse          | Por disputarse          | Por disputarse          | Por disputarse          |
| 2030                   | Por disputarse          | Por disputarse          | Por disputarse          | Por disputarse          | Por disputarse          | Por disputarse          | Por disputarse          |
| 2034                   | Por disputarse          | Por disputarse          | Por disputarse          | Por disputarse          | Por disputarse          | Por disputarse          | Por disputarse          |
| Total                  | 0/22                    | -                       | -                       | -                       | -                       | -                       | -                       |

### Copa Africana de Naciones
| Copa Africana de Naciones | Copa Africana de Naciones | Copa Africana de Naciones | Copa Africana de Naciones | Copa Africana de Naciones | Copa Africana de Naciones | Copa Africana de Naciones | Copa Africana de Naciones |
| Año                       | Ronda                     | J                         | G                         | E                         | P                         | GF                        | GC                        |
| ------------------------- | ------------------------- | ------------------------- | ------------------------- | ------------------------- | ------------------------- | ------------------------- | ------------------------- |
| 1957 - 1976               | No existía la selección   | No existía la selección   | No existía la selección   | No existía la selección   | No existía la selección   | No existía la selección   | No existía la selección   |
| 1978 - 1980               | No participó              | No participó              | No participó              | No participó              | No participó              | No participó              | No participó              |
| 1982                      | No clasificó              | No clasificó              | No clasificó              | No clasificó              | No clasificó              | No clasificó              | No clasificó              |
| 1984                      | No clasificó              | No clasificó              | No clasificó              | No clasificó              | No clasificó              | No clasificó              | No clasificó              |
| 1986                      | No participó              | No participó              | No participó              | No participó              | No participó              | No participó              | No participó              |
| 1988                      | Se retiró                 | Se retiró                 | Se retiró                 | Se retiró                 | Se retiró                 | Se retiró                 | Se retiró                 |
| 1990                      | No participó              | No participó              | No participó              | No participó              | No participó              | No participó              | No participó              |
| 1992                      | No participó              | No participó              | No participó              | No participó              | No participó              | No participó              | No participó              |
| 1994                      | No participó              | No participó              | No participó              | No participó              | No participó              | No participó              | No participó              |
| 1996                      | No participó              | No participó              | No participó              | No participó              | No participó              | No participó              | No participó              |
| 1998                      | No participó              | No participó              | No participó              | No participó              | No participó              | No participó              | No participó              |
| 2000                      | No clasificó              | No clasificó              | No clasificó              | No clasificó              | No clasificó              | No clasificó              | No clasificó              |
| 2002                      | No clasificó              | No clasificó              | No clasificó              | No clasificó              | No clasificó              | No clasificó              | No clasificó              |
| 2004                      | Fase de grupos            | 3                         | 1                         | 1                         | 1                         | 3                         | 3                         |
| 2006                      | No clasificó              | No clasificó              | No clasificó              | No clasificó              | No clasificó              | No clasificó              | No clasificó              |
| 2008                      | No clasificó              | No clasificó              | No clasificó              | No clasificó              | No clasificó              | No clasificó              | No clasificó              |
| 2010                      | No clasificó              | No clasificó              | No clasificó              | No clasificó              | No clasificó              | No clasificó              | No clasificó              |
| 2012                      | No clasificó              | No clasificó              | No clasificó              | No clasificó              | No clasificó              | No clasificó              | No clasificó              |
| 2013                      | No clasificó              | No clasificó              | No clasificó              | No clasificó              | No clasificó              | No clasificó              | No clasificó              |
| 2015                      | Descalificado             | Descalificado             | Descalificado             | Descalificado             | Descalificado             | Descalificado             | Descalificado             |
| 2017                      | No clasificó              | No clasificó              | No clasificó              | No clasificó              | No clasificó              | No clasificó              | No clasificó              |
| 2019                      | No clasificó              | No clasificó              | No clasificó              | No clasificó              | No clasificó              | No clasificó              | No clasificó              |
| 2021                      | No clasificó              | No clasificó              | No clasificó              | No clasificó              | No clasificó              | No clasificó              | No clasificó              |
| 2023                      | No clasificó              | No clasificó              | No clasificó              | No clasificó              | No clasificó              | No clasificó              | No clasificó              |
| 2025                      | No clasificó              | No clasificó              | No clasificó              | No clasificó              | No clasificó              | No clasificó              | No clasificó              |
| 2027                      | Por definir               | Por definir               | Por definir               | Por definir               | Por definir               | Por definir               | Por definir               |
| Total                     | 1/35                      | 3                         | 1                         | 1                         | 1                         | 3                         | 3                         |

## Selección local

### Campeonato Africano de Naciones
| Campeonato Africano de Naciones | Campeonato Africano de Naciones | Campeonato Africano de Naciones | Campeonato Africano de Naciones | Campeonato Africano de Naciones | Campeonato Africano de Naciones | Campeonato Africano de Naciones | Campeonato Africano de Naciones |
| Año                             | Ronda                           | J                               | G                               | E                               | P                               | GF                              | GC                              |
| ------------------------------- | ------------------------------- | ------------------------------- | ------------------------------- | ------------------------------- | ------------------------------- | ------------------------------- | ------------------------------- |
| 2009                            | No clasificó                    | No clasificó                    | No clasificó                    | No clasificó                    | No clasificó                    | No clasificó                    | No clasificó                    |
| 2011                            | Fase de grupos                  | 3                               | 0                               | 0                               | 3                               | 2                               | 7                               |
| 2014                            | No clasificó                    | No clasificó                    | No clasificó                    | No clasificó                    | No clasificó                    | No clasificó                    | No clasificó                    |
| 2016                            | Cuartos de final                | 4                               | 2                               | 0                               | 2                               | 5                               | 7                               |
| 2018                            | Fase de grupos                  | 3                               | 1                               | 1                               | 1                               | 1                               | 1                               |
| 2021                            | Cuartos de final                | 4                               | 1                               | 2                               | 1                               | 3                               | 3                               |
| 2023                            | No clasificó                    | No clasificó                    | No clasificó                    | No clasificó                    | No clasificó                    | No clasificó                    | No clasificó                    |
| 2025                            | Se retiró                       | Se retiró                       | Se retiró                       | Se retiró                       | Se retiró                       | Se retiró                       | Se retiró                       |
| Total                           | 4/8                             | 14                              | 4                               | 3                               | 7                               | 11                              | 18                              |

## Últimos partidos y próximos encuentros
Actualizado al último partido jugado el 5 de junio de 2025
| Fecha      | Ciudad      | Local         | Resultado | Visitante     | Competición                            |
| ---------- | ----------- | ------------- | --------- | ------------- | -------------------------------------- |
| 15-10-2024 | Kigali      | Ruanda        | 2:1       | Benín         | Clasificación Copa Africana 2025       |
| 27-10-2024 | Kigali      | Ruanda        | 0:1       | Yibuti        | Clasificación Campeonato Africano 2025 |
| 31-10-2024 | Kigali      | Yibuti        | 0:3       | Ruanda        | Clasificación Campeonato Africano 2025 |
| 14-11-2024 | Kigali      | Ruanda        | 0:1       | Libia         | Clasificación Copa Africana 2025       |
| 18-11-2024 | Uyo         | Nigeria       | 1:2       | Ruanda        | Clasificación Copa Africana 2025       |
| 22-12-2024 | Yuba        | Sudán del Sur | 3:2       | Ruanda        | Clasificación Campeonato Africano 2025 |
| 28-12-2024 | Kigali      | Ruanda        | 2:1       | Sudán del Sur | Clasificación Campeonato Africano 2025 |
| 21-03-2025 | Kigali      | Ruanda        | 0:2       | Nigeria       | Clasificación Copa Mundial 2026        |
| 25-03-2025 | Kigali      | Ruanda        | 1:1       | Lesoto        | Clasificación Copa Mundial 2026        |
| 05-06-2025 | Constantino | Argelia       | 2:0       | Ruanda        | Partido amistoso                       |

## Jugadores

### Última convocatoria
| No. | Pos. | Jugador              | Fecha de nacimiento (edad)         | Apa. | Goles | Club               |
| --- | ---- | -------------------- | ---------------------------------- | ---- | ----- | ------------------ |
|     | POR  | Olivier Kwizera      | 30 de julio de 1995 (29 años)      | 20   | 0     | Al-Kawkab          |
|     | POR  | Fiacre Ntwari        | 25 de septiembre de 1999 (25 años) | 10   | 0     | AS Kigali          |
|     | POR  | Pierre Ishimwe       | 16 de junio de 2002 (23 años)      | 3    | 0     | APR                |
|     | DEF  | Fitina Omborenga     | 20 de mayo de 1996 (29 años)       | 59   | 1     | APR                |
|     | DEF  | Emmanuel Imanishimwe | 2 de febrero de 1995 (30 años)     | 39   | 0     | AS FAR             |
|     | DEF  | Thierry Manzi        | 12 de julio de 1996 (29 años)      | 39   | 4     | AS Kigali          |
|     | DEF  | Abdul Rwatubyaye     | 23 de octubre de 1996 (28 años)    | 33   | 3     | Rayon Sports       |
|     | DEF  | Ange Mutsinzi        | 15 de noviembre de 1997 (27 años)  | 16   | 0     | Jerv               |
|     | DEF  | Ali Serumogo         | 1 de enero de 1995 (30 años)       | 12   | 0     | Kiyovu Sports      |
|     | DEF  | Aimable Nsabimana    | 6 de junio de 1997 (28 años)       | 8    | 0     | Kiyovu Sports      |
|     | DEF  | Clément Niyigena     | 17 de febrero de 2001 (24 años)    | 5    | 0     | APR                |
|     | DEF  | Christian Ishimwe    | 1 de febrero de 1999 (26 años)     | 3    | 0     | AS Kigali          |
|     | DEF  | Elie Ganijuru        | 23 de julio de 1998 (26 años)      | 1    | 0     | Rayon Sports       |
|     | MED  | Djihad Bizimana      | 12 de diciembre de 1996 (28 años)  | 50   | 1     | Kryvbas Kryvyi Rih |
|     | MED  | Kevin Muhire         | 17 de octubre de 1998 (26 años)    | 29   | 0     | Rayon Sports       |
|     | MED  | Ally Niyonzima       | 11 de febrero de 1996 (29 años)    | 22   | 0     | Bumamuru           |
|     | MED  | York Rafael          | 17 de marzo de 1999 (26 años)      | 10   | 0     | Gefle              |
|     | MED  | Bonheur Mugisha      | 1 de enero de 2000 (25 años)       | 7    | 0     | APR                |
|     | MED  | Hakim Sahabo         | 16 de junio de 2005 (20 años)      | 4    | 0     | Lille              |
|     | MED  | Steve Rubanguka      | 14 de octubre de 1996 (28 años)    | 3    | 0     | Zimbru Chișinău    |
|     | MED  | Simeon Iradukunda    | 28 de noviembre de 1998 (26 años)  | 0    | 0     | Gorilla            |
|     | MED  | Hadji Iraguha        | 18 de julio de 1998 (26 años)      | 1    | 0     | Rayon Sports       |
|     | DEL  | Meddie Kagere        | 10 de octubre de 1986 (38 años)    | 59   | 15    | Singida United     |
|     | DEL  | Fred Muhozi          | 11 de abril de 1999 (26 años)      | 8    | 1     | Espoir FC          |
|     | DEL  | Glen Habimana        | 13 de noviembre de 2001 (23 años)  | 4    | 0     | Victoria Rosport   |
|     | DEL  | Bienvenu Mugenzi     | 8 de noviembre de 1993 (31 años)   | 4    | 0     | Kiyovu Sports      |
|     | DEL  | Yannick Bizimana     | 2 de junio de 1998 (27 años)       | 3    | 0     | APR                |
|     | DEL  | Gilbert Mugisha      | 18 de julio de 1996 (28 años)      | 3    | 1     | APR                |
|     | DEL  | Didier Mugisha       | 28 de noviembre de 1996 (28 años)  | 0    | 0     | Police             |
|     | DEL  | Moise Nyarugabo      | 3 de junio de 2002 (23 años)       | 0    | 0     | AS Kigali          |

## Entrenadores
- Otto Pfister (1972–1976)[1]
- Metin Türel (1991)
- Papa Dic (1998)[2]
- Longin Rudasingwa (1998–1999)[2]
- Rudi Gutendorf (1999–2000)[3][4]
- Longin Rudasingwa (2000)[5]
- Ratomir Dujković (2001–2004)[6][7][8]
- Roger Palmgren (2004–2005)[8][9]
- Michael Nees (2006–2007)[10]
- Josip Kuže (2007–2008)[11][12][13]
- Raoul Shungu (interino- 2008)[14]
- Branko Tucak (2008–2009)[15][16]
- Sellas Tetteh (2010–2011)[17][18]
- Milutin Sredojević (2011–2013)[19][20]
- Eric Nshimiyimana (2013–2014)[21][22]
- Stephen Constantine (2014–2015)[22][23]
- Lee Johnson (interino- 2015)
- Johnny McKinstry (2015–2016)[23][24]
- Jimmy Mulisa (interino- 2016)[24]
- Vincent Mashami (interino- 2017)
- Antoine Hey (2017–2018)[25][26]
- Vincent Mashami (2018–2022)[27]
- Carlos Alós Ferrer (2022–2023)[28]
- Gérard Buscher (interino- 2023)
- Torsten Spittler (2023-2025)
- Adel Amrouche (2025-)